# Spirou Charleroi in het seizoen 2020/21
Het seizoen 2020/2021 was het 32e jaar in het bestaan van basketbalclub Spirou Charleroi.

## Verloop
Veel Belgische spelers bleven over van een seizoen eerder. Nieuwe spelers waren: Ivo de Vreede, Tim Lambrecht, Sam Lambrecht, György Golomán en Adama Darboe. Eind oktober 2020 verliet de Deense guard Adama Darboe al de ploeg.
In november 2020 tekende de Nederlandse speler Shane Hammink, hij kwam over van Yoast United. In december 2020 speelde Sami Demirtas een maand bij de club om de blessure van Milan Samardzic op te vangen. In januari 2021 tekende de Spanjaard Sergio Llorente bij de club. Begin mei 2021 verliet Shane Hammink de club vroegtijdig.
Charleroi eindigde de reguliere competitie als achtste en kwalificeerde zich daar net mee voor de play-offs. De club verloor echter meteen in de kwartfinales van de play-offs tegen BC Oostende. Ook in de beker werden de kwartfinales de eindhalte toen er verloren werd van de Leuven Bears.

## Ploeg
Antwerp Giants ·
Kangoeroes Basket Mechelen ·
Leuven Bears ·
Liège Basket ·
Limburg United ·
Okapi Aalst ·
Oostende ·
Phoenix Brussels ·
Union Mons-Hainaut ·
Spirou Charleroi